# والتر لي (سياسي)
والتر لي هو سياسي كندي، ولد في 10 فبراير 1874 في كندا، وتوفي في 10 يناير 1936 في تشارلوت تاون في كندا. حزبياً، نشط في حزب جزيرة الأمير إدوارد الليبرالي. وقد انتخب رئيس وزراء جزيرة الأمير إدوارد ‏.

ولد ولتر في تريون في جزيرة الأمير إدوارد، وكان مزارعاً ومربي مواشي، والده ويليام ك. لي ووالدته آني ميرفي. انتُخب نائباً عن المقاطعة في مجلس النواب عام 1915 باعتباره عضو في الحزب الليبرالي لجزيرة الأمير إدوارد. أصبح مفوّضاً للزراعة عام 1919. عام 1930، أصبح لي رئيساً للوزراء بعد أن تعيّن سلفه في المحكمة العليا في جزيرة الأمير إدوارد، لكن الكساد الكبير أثر على شعبية الحكومة فخسر الانتخابات في العام التالي أمام منافسه ممثل حزب المحافظين التقدمي لجزيرة إدوارد.
أعاد لي بناء الحزب أثناء مشاركته في المعارضة البرلمانية، وفي عام 1935 فاز الليبراليون بجميع المقاعد الثلاثين في المجلس التشريعي، وهي المرة الأولى التي يحدث فيها امر من هذا القبل في الإمبراطورية البريطانية. لكن لي كان مريضاً خلال الحملة الانتخابية، وتوفي في مستشفى جزيرة الأمير إدوارد في شارلوت تاون]]. on January 10, 1936.